# Džajaráši Bhatta
Džajaráši Bhatta byl indický filosof, jehož působení spadá někdy do 7.–9. století.
Je autorem spisu Tattvópaplavasinha, jediného dochovaného textu indické neortodoxní školy čárváka, která je známa filosofickým skepticismem. V překladu může Tattvópaplavasinha znamenat „Lev požírající všechny kategorie“ nebo „Převrácení všech principů“.
Džajaráši ve spise odmítá vnímání i úsudek jako možné zdroje poznání. Tvrdí, že o pravé skutečnosti člověk nedokáže poznat zhola nic. Odmítá učení jiných škol o skutečném poznání jako mylné, učení čárvákovců nezavrhuje zcela a připouští, že může sloužit jako určité životní vodítko.